# Auto-tamponneuse

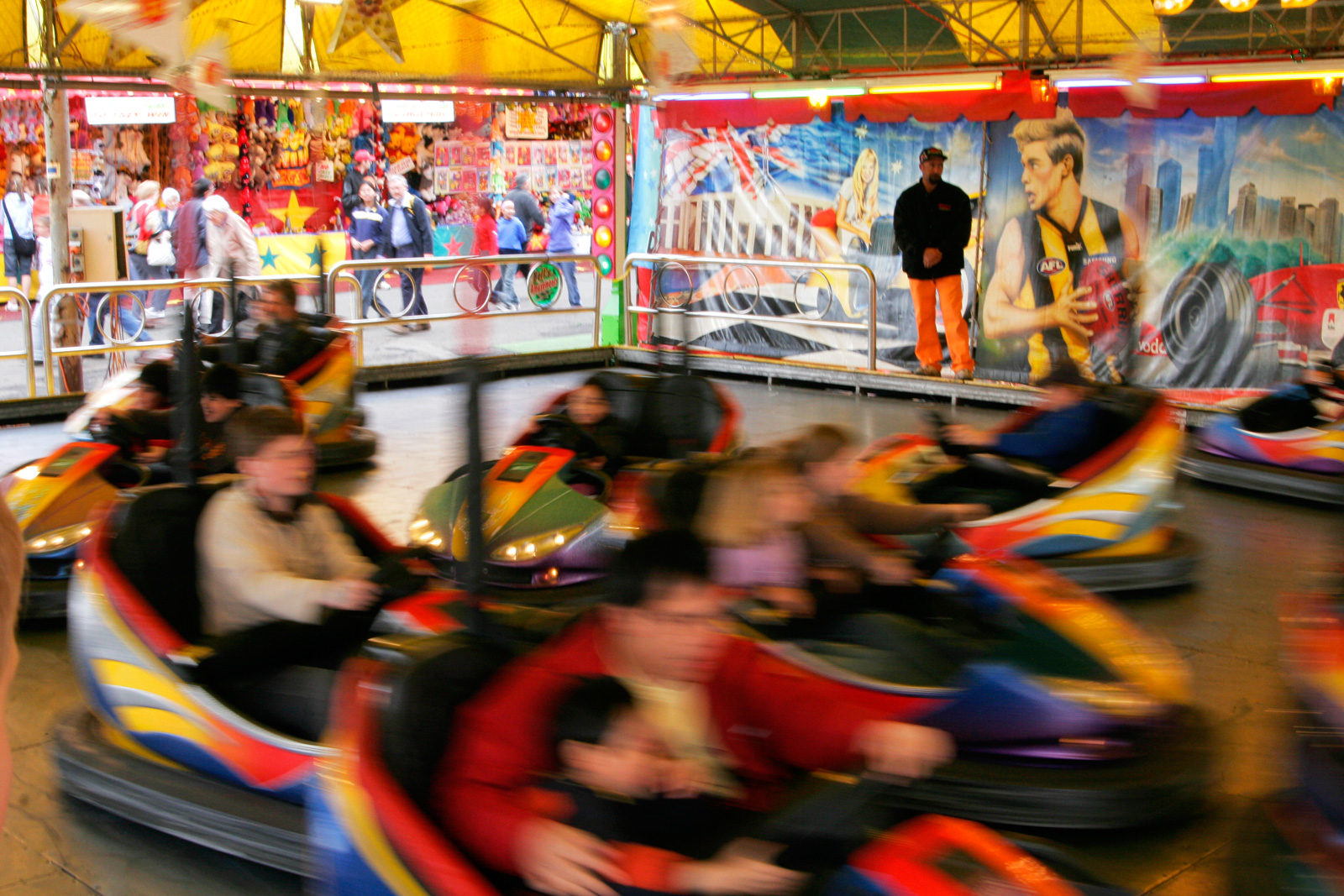
Séance d'autos-tamponneuses dans une fête foraine en Australie.

Une auto-tamponneuse, aussi appelée auto-box en Alsace, auto-scooter en Belgique, auto-Camors en Normandie (du nom d’une famille foraine aujourd’hui spécialisée dans l’exploitation de trains fantômes), auto-tamponnante dans le sud gironde notamment à Grignols, dans le 47 à Tonneins, le Nord et en région lyonnaise, toss-toss en Bretagne, ou chahut car en Occitanie , ou auto-butante ou auto-abutante en Mayenne, est une petite voiture électrique biplace protégée par des bourrelets amortisseurs de chocs, et qui sert comme attraction de fête foraine en entrechoquant d'autres voitures semblables sur une piste.

## Histoire

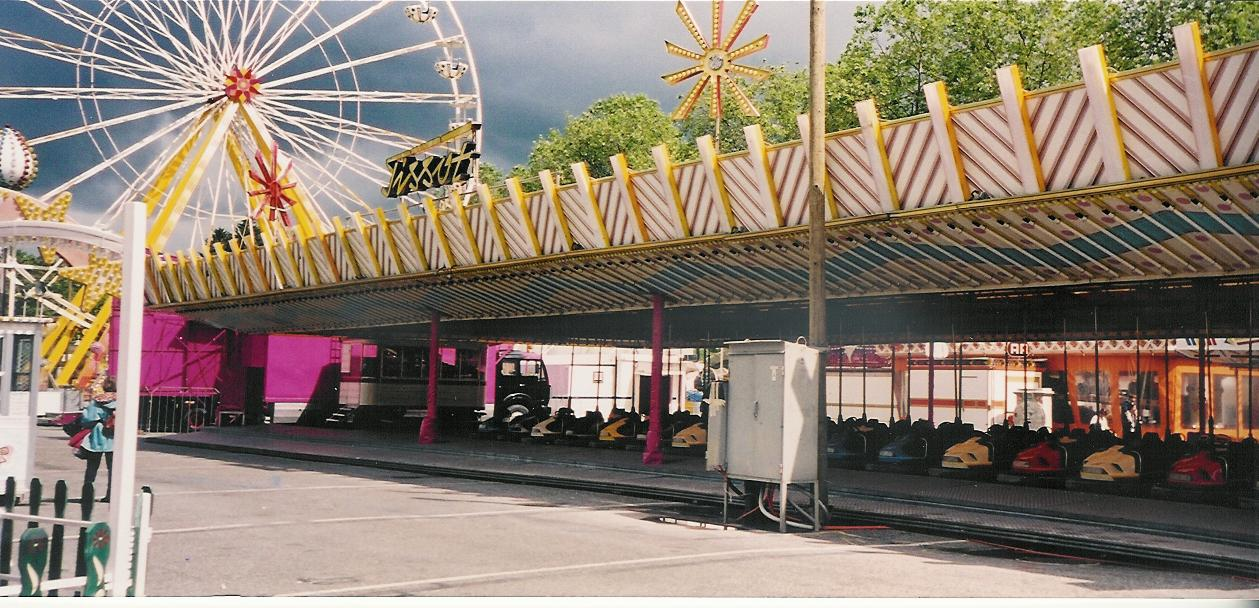
Stand d'auto-tamponneuses à Lausanne Bellerive

Les auto-tamponneuses sont apparues à la fin des années 1920, aussi bien en Europe qu'au États-Unis.
Un des principaux inventeurs de cette attraction est Gaston Reverchon.

## Fonctionnement

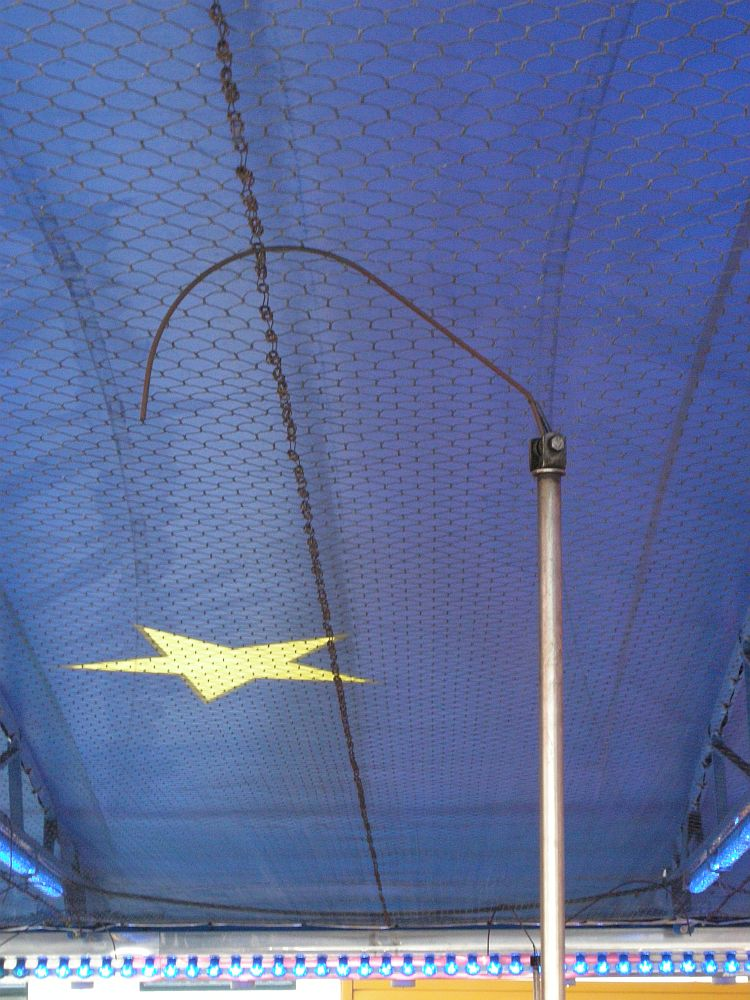
Pantographe d'une auto-tamponneuse.

Elle tire son énergie d'une tige d'alimentation (aussi appelé pantographe) placée généralement à l'arrière du véhicule et qui la relie à une grille métallique d'alimentation électrique installée au-dessus de la piste. La tension d'alimentation est en courant continu, de l'ordre de 90 à 100 volts et le positif (+) est appliqué sur cette grille métallique aérienne. La masse, pour le retour du courant, est la surface de tôle au sol reliée à la carcasse du manège et à la terre (potentiel zéro) afin d'éviter tout risque d'électrocution.

## Contre-indications
La pratique des autos-tamponneuses est généralement déconseillée aux personnes ne pouvant pas supporter des chocs légers, comme les très jeunes enfants, les femmes enceintes ou les personnes âgées fragiles.
Il existe cependant des autos-tamponneuses, spécialement conçues pour les enfants, qui vont moins vite, se percutent ainsi moins fort mais fonctionnent de la même façon.

## Variantes

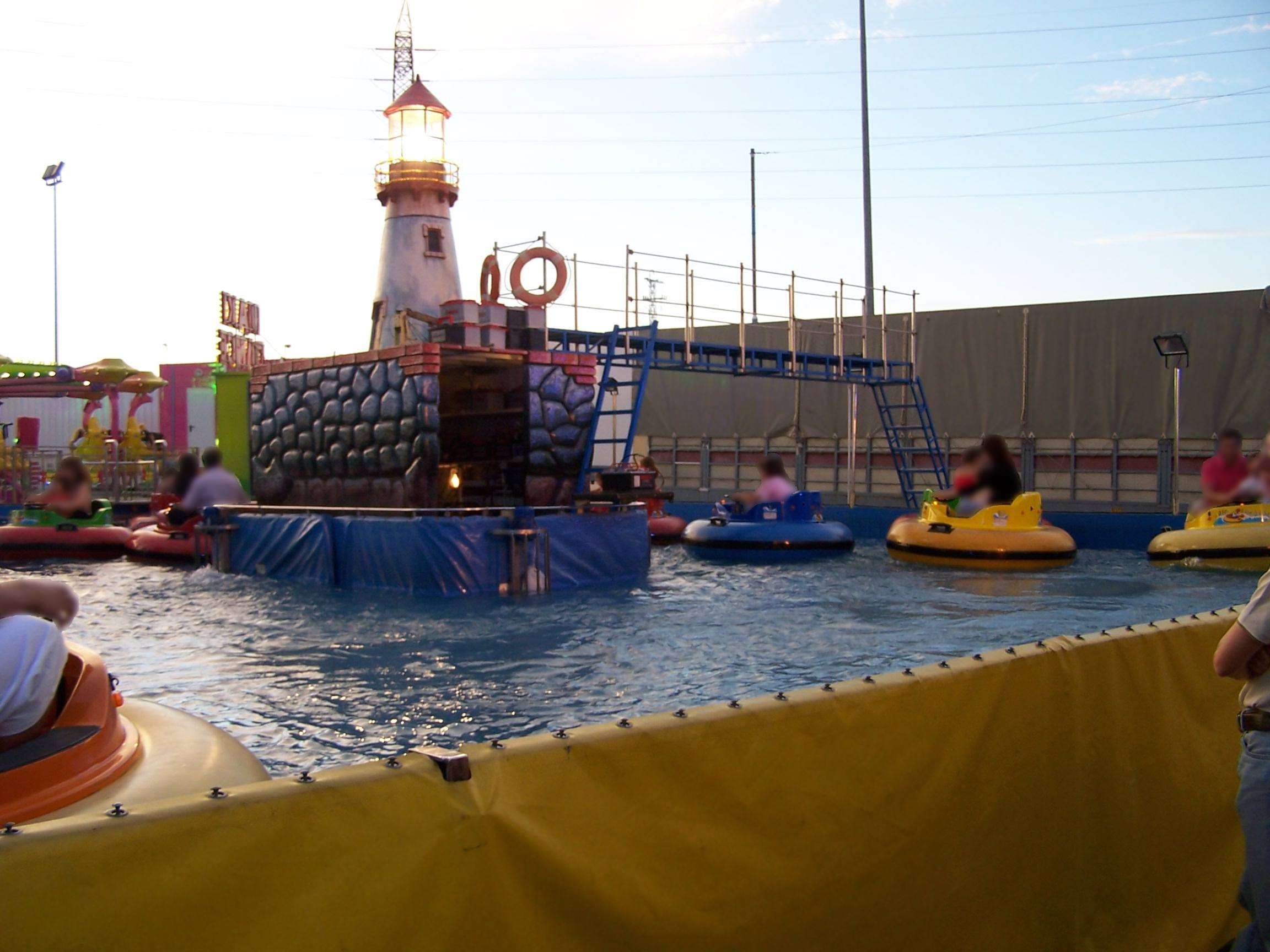
Autos-tamponneuses aquatiques

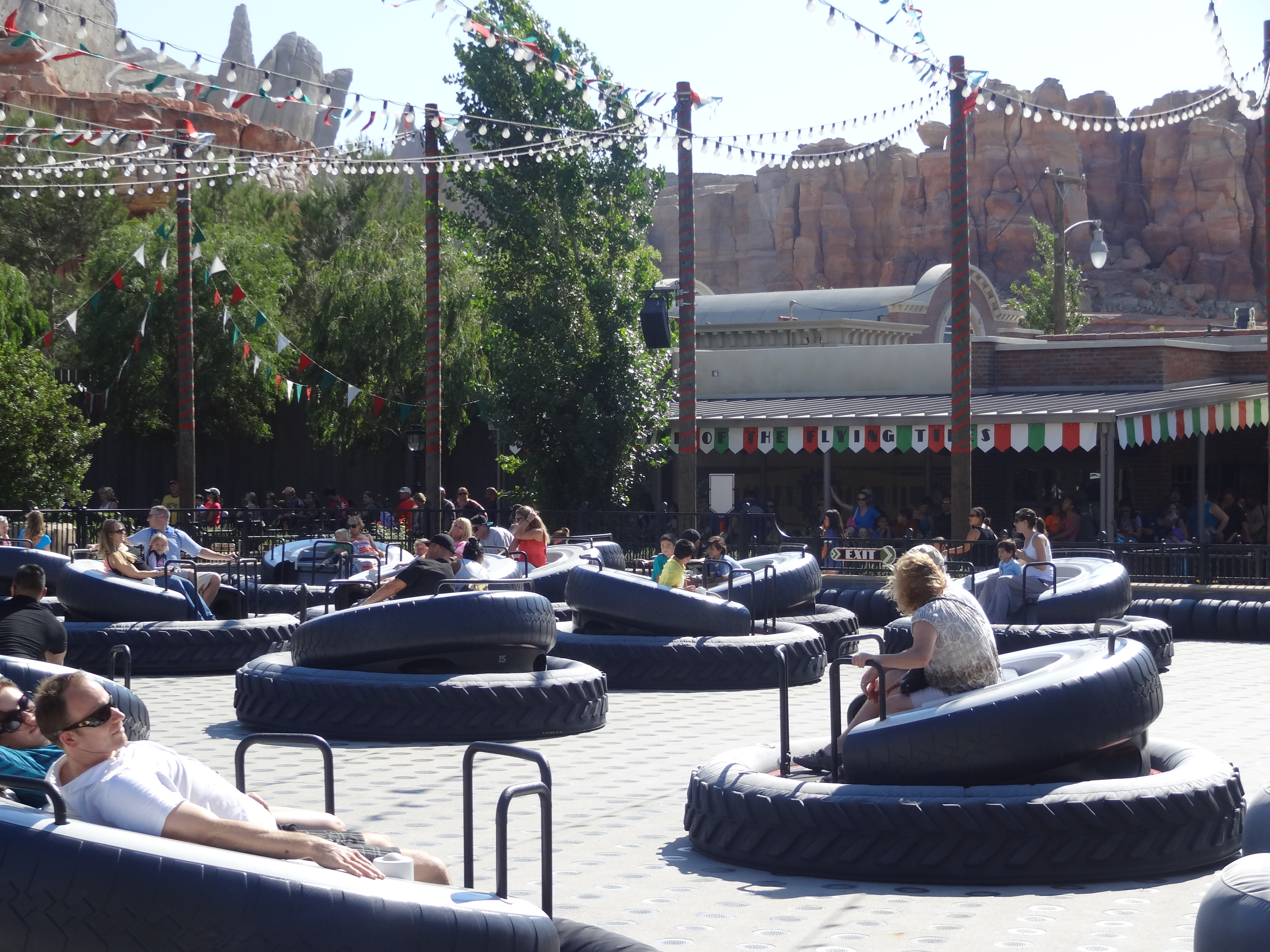
Autos-tamponneuses sur coussin d'air

### Bateaux tamponneurs
Il existe également une version aquatique de l'attraction : des bateaux tamponneurs, la variante aquatique, mus par une batterie.
Composés d’une grosse bouée, d’une assise et d’un moteur, certains modèles sont même composés de pistolets à eau se rapprochant alors des Splash Battle.

### Sur coussin d'air
Les autos-tamponneuses ont également été développées sous forme d'aéroglisseurs. Notamment par Walt Disney Imagineering pour Luigi's Roamin' Tires à Disney California Adventure ou pour l'ancienne attraction Disneyland Flying Saucers.

## Ceinture
Certaines autos-tamponneuses comportent des ceintures pour éviter qu'un accident ou des blessures légères ne se produisent. Le port de la ceinture est conseillé et peut être obligatoire.